# Jørgen Mørup Jørgensen
Jørgen Mørup Jørgensen (født 10. januar 1943) er dr.scient. og lektor på Biologisk Institut, Aarhus Universitet.
Jørgensen er også forfatter til en bog om rygstrengsdyr.